# Miły mój
Miły mój – utwór muzyczny Marii Peszek wydany w 2005 roku na jej debiutanckiej płycie Miasto mania. Muzykę utworu skomponował Wojciech Waglewski, natomiast autorami tekstu są Maria Peszek i Piotr Lachmann. Słowa są parafrazą fragmentu „Modlitwy do Anioła Stróża”. Piosenkę wydano jako singel w listopadzie 2006, promując jednocześnie specjalną edycję Miasto manii oraz EP-kę Mania siku.

## Lista utworów
- promo CD[3]

1. „Miły mój” – 3:13
2. „Deszcz” (Live) – 4:46
3. „Miły mój” (Live) – 4:02

## Pozycje na listach przebojów
| Lista przebojów                    | Pozycja |
| ---------------------------------- | ------- |
| Lista przebojów Programu Trzeciego | 4       |
| Szczecińska Lista Przebojów        | 38      |